# 이시카와 유지
이시카와 유지(일본어: 石川 裕司, 1979년 7월 2일 ~ )는 일본의 전 축구 선수이다.

## 구단 경력
과거 산프레체 히로시마, 도쿠시마 보르티스에서 활동하였다.